# تینیشس دی در پیک سرنوشت
تینیشس دی در پیکِ سرنوشت (به انگلیسی: Tenacious D in The Pick of Destiny) یک فیلم کمدی سیاه موزیکال راک ، محصول سال ۲۰۰۶ آمریکا ، درباره گروه موسیقی تینیشس دی است.